# 伊賀則夫
伊賀 則夫（いが のりお、1945年11月10日 - ）は、競技麻雀のプロ雀士。
日本プロ麻雀連盟所属。団体内の段位は五段。

## 獲得タイトル
- 第8期JPML WRCリーグ優勝